# Disco animato
Il disco animato (disque animé in francese, animated record in inglese) è un dispositivo ottico e acustico derivato dal prassinoscopio e dal giradischi. Diffuso tra anni cinquanta e sessanta attraverso una serie di sistemi similari, e principalmente destinato all'infanzia, combina giradischi a 78 giri e prassinoscopio, così da offrire uno spettacolo di immagini in movimento unito all'ascolto di filastrocche e canzoncine per bambini.

## Principio di funzionamento
I sistemi di dischi animati, quali l'italiano Moviton Mamil o lo statunitense Red Raven, uniscono un giradischi a 78 giri, su cui viene riprodotto il disco, ad un prassinoscopio, sovrapponendo al disco un prisma composto da più specchi, che riflette l'immagine in movimento del disco.
Così come lo zootropio e il prassinoscopio, anche i dischi animati usufruiscono di una striscia circolare di immagini stampate sulla superficie del 78 giri: solitamente si tratta di picture flexy disc da 7", nel caso del Moviton Mamil, o di 12", nel caso del Red Raven. Il prassinoscopio rappresenta già di per sé una versione evoluta dello zootropio, nel quale sostituisce le feritoie attraverso cui visualizzare le immagini, con una serie di specchi posizionati a 45°, in modo da riflettere le immagini in direzione dell'osservatore, permettendo così di visionare immagini più chiare rispetto a quelle offerte dallo zootropio.
Nei dischi animati il movimento manuale dello zootropio e del prassinoscopio, viene sostituito dal movimento meccanico dato dal motore elettrico del giradischi, che mette così in rotazione la striscia di disegni la cui animazione viene fruita contemporaneamente all'ascolto del disco.

## Storia

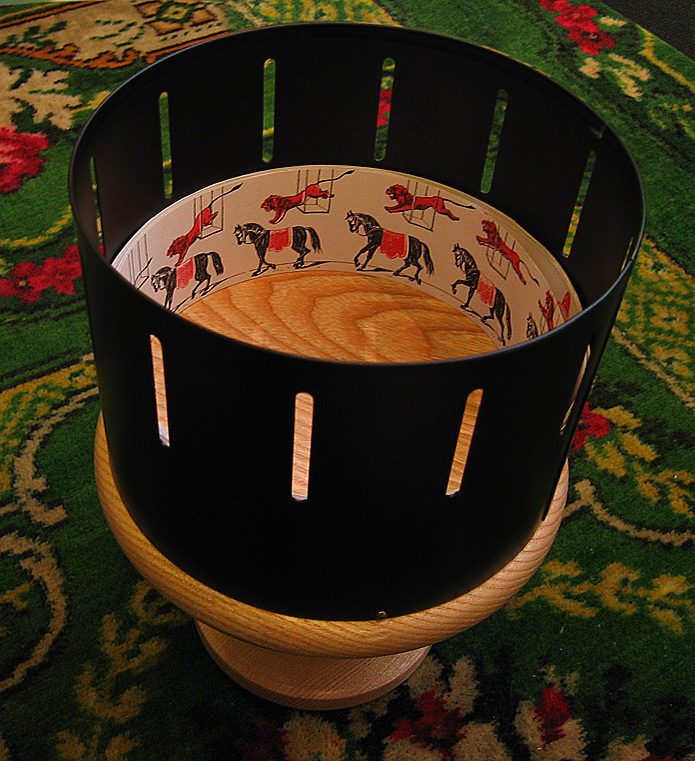
Moderna riproduzione di uno zootropio vittoriano

Il primo elementare zootropio viene creato in Cina attorno al 180 d.C. dall'inventore Ting Huan (丁緩). Il dispositivo inventato da Ting Huan era appeso sopra una lampada e veniva chiamato "Il tubo che fa apparire le fantasie".
Il moderno zootropio è stato inventato nel 1834 dal matematico britannico William George Horner e venne inizialmente battezzato con il nome "Dedalo", popolarmente tradotto con "La ruota del Diavolo", ma non è oggi reperibile alcuna origine dell'etimologia, che probabile è un riferimento al mito di Dedalo. Il dispositivo tuttavia non divenne popolare prima degli anni sessanta del XIX secolo, quando il marchio viene registrato contemporaneamente in Inghilterra e negli Stati Uniti. Lo sviluppatore statunitense, William F. Lincoln, battezza il giocattolo da lui inventato zoetrope, con il significato di "ruota della vita". Quasi simultaneamente invenzioni similari vengono costruite indipendentemente in Belgio da Joseph Antoine Ferdinand Plateau (fenachistoscopio) e Austria da Simon von Stampfer (stroboscopio).

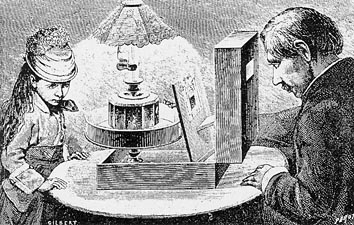
Prassinoscopio-teatro di Émile Reynaud. Illustrazione del 1880.

Nel 1876 Charles-Émile Reynaud apporta una modifica allo zootropio inserendo al centro del dispositivo una serie di specchi su cui si riflettono le immagini, in modo da ottenere delle immagini non distorte come avviene nell'osservazione attraverso le feritoie: inventa così il prassinoscopio. Reynaud comprende inoltre che, proiettando le immagini del prisma su uno specchio e poi su uno schermo, è possibile ottenere immagini ingrandite.
Nel 1878 presenterà una successiva evoluzione, il prassinoscopio teatro, anteponendo uno schermo di vetro alla giostra di specchi. Il nuovo strumento, adatto ad una fruizione collettiva, permette di sovrapporre le immagini in movimento a una serie di sfondi intercambiabili.
Nel 1880 elabora la prima versione del teatro prassinoscopio da proiezione, sfruttando la più antica tecnica di proiezione della lanterna magica: il prassinoscopio da proiezione, utilizzava infatti una lanterna per proiettare le immagini in movimento su di un piccolo schermo, permettendo ad un pubblico più vasto di vederle, tuttavia si limita sempre a una serie di dodici immagini che si ripetono di continuo.
Nel 1888 Reynaud perfezione un proiettore di più larga scala, in cui proietta una serie di immagini su vetro collegate tra loro e sovrapposte a uno sfondo fisso intercambiabile: inventa così il teatro ottico vero e proprio precursore del cinema e del cartone animato.
Nel XX secolo un moderno adattamento del prassiscopio sarà il Red Raven Magic Mirror e altri sistemi similari come il Moviton Mamil: la giostra di specchi è posizionata su di un perno al centro di un giradischi, riproducendo le immagini in movimento stampate sull'etichetta del disco a 78 giri, durante la riproduzione dello stesso.

## Sistemi
I sistemi di "dischi animati" conosciuti sono:
- Moviton: il Moviton della Mamil, una ditta di Milano, è un sistema che comprende un prisma circolare da sistemare sul piatto sopra ai picture flexy disc 7" stampati sull'intera superficie con le strisce circolari di disegni in sequenza. Il sistema venne diffuso negli anni sessanta, con la messa in commercio di flexy disc contenenti principalmente fiabe sonore, ma ne sono stati distribuiti dei più svariati tipi, compresi dischi contenenti jingle pubblicitari. Per i dischi destinati al sistema Moviton hanno inciso personaggi celebri, quali ad esempio il cantante Franco Franchi, il cantautore Sergio Endrigo o il complesso Angela e i Clowns. I dischi sono stati distribuiti sia con etichetta Moviton System che Mamil.[3][4]
- Red Raven: sistema  diffuso negli Stati Uniti, comprendente un prisma da porre sui dischi e una serie di picture disc a 78 giri con fiabe e canzoncine per bambini che, a differenza del Moviton, sono da 12" e non presentano l'intera superficie stampata: questa è infatti divisa tra una striscia circolare centrale destinata alla visione e una esterna, solitamente di colore rosso oppure verde, destinata ad ospitare la traccia audio.[4][5][6][7][8]
- Teddy: sistema molto simile al Moviton diffuso in Francia come Teddy - Le disque animé, in Germania come Teddy - Die lebende Schallplatte e nei Paesi Bassi come Teddy - Grammovisie.[4][5][9]